# Wegen in Ierland

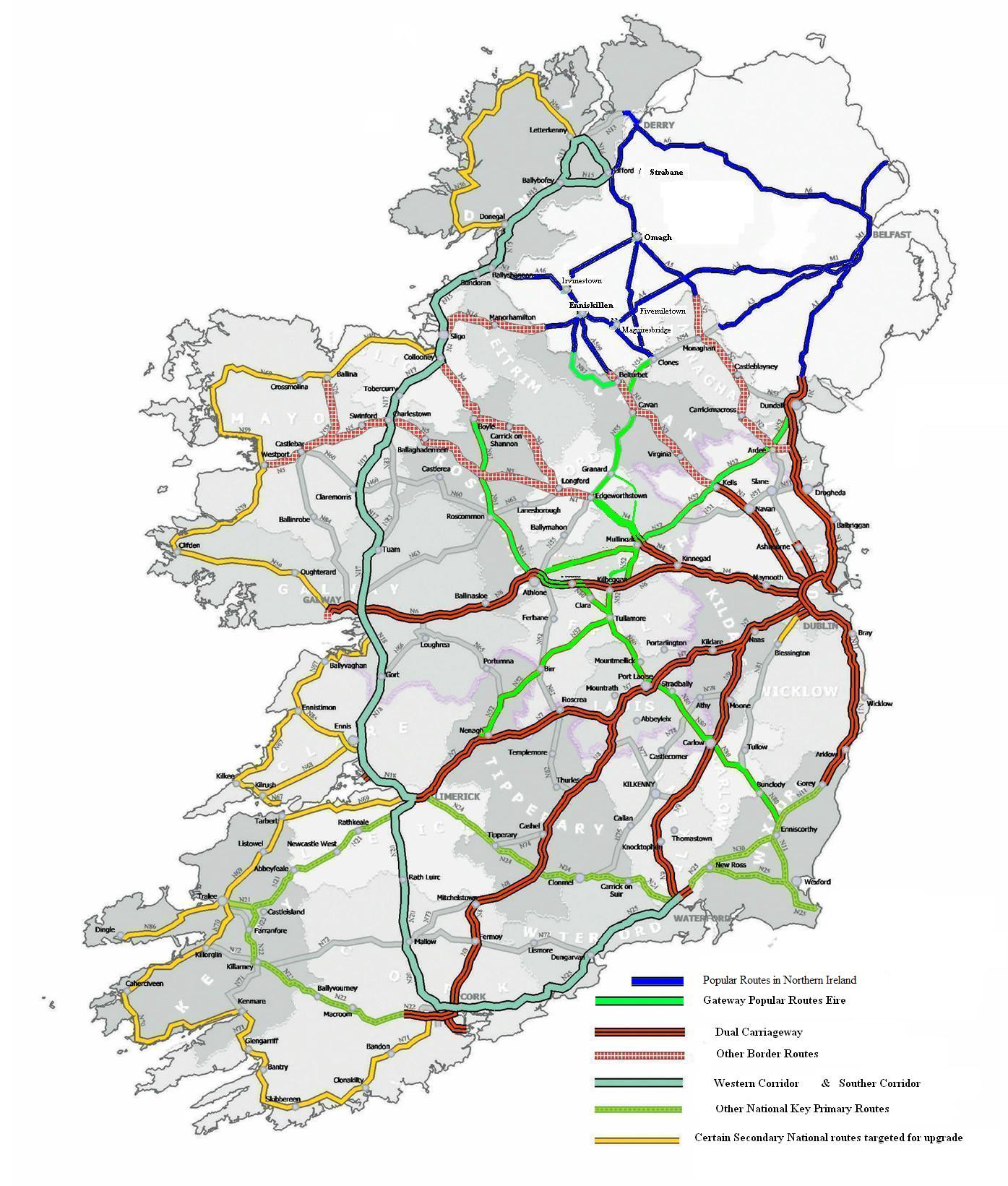
Het geplande netwerk aan Nationale Wegen in 2015

Ierland, dat uit de staten Ierland en Noord-Ierland bestaat, beschikt over een uitgebreid netwerk van openbare wegen met een lengte van vele duizenden kilometers. Door de eeuwen heen zijn deze wegen verder ontwikkeld en aangepast aan de veranderende behoeften. Sommige wegen begonnen ooit als paden en sporen voor wandelaars en paarden, doch zijn uitgegroeid tot moderne autosnelwegen.
Noord-Ierland heeft een goed ontwikkeld netwerk van primaire, secundaire en lokale wegen en kent al vanaf 1962 autosnelwegen. De wegen in Ierland werden als gevolg van de slechte financiële positie van de Ierse overheid aanzienlijk minder goed onderhouden en ontwikkeld. Forse subsidies van de Europese Unie en de dankzij de Keltische Tijger toegenomen middelen hebben de laatste 25 jaar tot een enorme inhaalslag geleid. Had Ierland in het begin van de jaren 90 slechts enkele korte stukken autosnelweg, mede onder invloed van het Nationaal Ontwikkelingsplan zijn sindsdien tal van autosnelwegen en vierstrookswegen gebouwd op de meeste belangrijke routes. In vergelijking hiermee zijn de ontwikkelingen in Noord-Ierland aanzienlijk langzamer gegaan, hoewel daar ook een aantal belangrijke randwegen rond plaatsen aangelegd zijn.

## Verschillen tussen Ierland en Noord-Ierland
De voornaamste verschillen tussen de wegen in Ierland en Noord-Ierland zijn gelegen in de wegclassificering, verkeersborden en de maximumsnelheden.
Wegen in Ierland worden geclassificeerd als autosnelwegen (Eng: motorways; aangeduid met de letter M en een nummer, bijvoorbeeld M8), nationale wegen (Eng: National Roads; aangeduid met de letter N en een nummer, bijvoorbeeld N67), regionale wegen (Eng: Regional Roads; aangeduid met de letter R en een nummer, bijvoorbeeld R474) en lokale wegen (Eng: Local Roads; aangeduid met de letter L en een nummer, bijvoorbeeld L8332). Er zijn twee soorten nationale wegen: nationale primaire wegen (met nummers onder de 50) en nationale secundaire wegen (genummerd 50 of hoger).
In Noord-Ierland zijn er autosnelwegen (Eng: motorways; aangeduid met de letter M en een nummer, bijvoorbeeld M22), A-wegen (aangeduid met de letter A en een nummer, bijvoorbeeld A46), B-wegen (aangeduid met de letter B en een nummer, bijvoorbeeld B536) en andere wegen (zonder nadere aanduiding). Er zijn twee soorten A-wegen: primaire en niet-primaire.
De afstandswijzers in Noord-Ierland geven de afstanden nog in mijlen, terwijl alle afstandswijzers in Ierland geplaatst sinds de jaren 70 de afstand weergeven in kilometers. Er zijn echter nog oudere afstandswijzers in gebruik, met name op het platteland, die afstanden nog in mijlen opgeven.
De verkeersborden in Ierland zijn tweetalig; ze vermelden de plaatsnamen zowel in het Iers als in het Engels. De vermeldingen in het Iers zijn altijd cursief geschreven, terwijl vermeldingen in het Engels in rechte letters zijn. Verkeersborden in Noord-Ierland zijn alleen in het Engels. Waarschuwingsborden in Ierland hebben een ruitvorm en een gele achtergrond. In Noord-Ierland zijn ze driehoekig, met een rode rand op een witte achtergrond.
De maximumsnelheden in Ierland worden aangegeven in kilometer per uur, terwijl ze in Noord-Ierland nog aangegeven worden in mijlen per uur. De overgang van mijlen naar kilometers is in januari 2005 van start gegaan en heeft als gevolg dat zo'n 38.000 oude borden vervangen moesten worden. Gelijktijdig zijn de snelheidslimieten opnieuw bekeken door de Garda Síochána (politie).

## Geschiedenis
Paden en sporen voor het verbinden van nederzettingen en het bevorderen van de handel bestaan al sinds de oudste tijden. Ierland heeft nooit deel uitgemaakt van het Romeinse Rijk, waardoor er ook geen Romeinse wegen zijn aangelegd. Er is in Munster echter wel een weg uit de IJzertijd met een geplaveid wegdek opgegraven. Ook zogenaamde "togher roads" (Iers: tóchar), een soort dijk door moerassen, zijn op vele plaatsen gevonden.
Volgens een bijdrage in de kroniek Annals of the Four Masters over het jaar 123 waren er vijf hoofdwegen (Iers: slighe) naar de heuvel van Tara (Iers: Teamhair) in de Vroege middeleeuwen in Ierland.
Vroeg middeleeuwse geschriften noemen vijf wegtypen:
- slighe; hoofdweg
- rod; regionale hoofdroute
- lámraite; verbindingsweg
- tógraite; zijweg, soms een tolweg
- bóthar; "koeienweg". Het woord bóthar is het gebruikelijkste woord voor 'weg' in het Iers. Het verkleinwoord bóithrín (Engels: boreen) wordt tegenwoordig gebruikt om smalle plattelandswegen mee aan te duiden.

De ontwikkeling van wegen is daarna grotendeels gestagneerd tot ongeveer de 18e eeuw, toen een netwerk van "turnpike roads" (tolwegen) werd gebouwd. In eerste instantie werden de routes naar Dublin verbeterd en voorzien van tollen, daarna volgde de rest van het land. De tolwegen functioneerden van 1729 tot 1858, toen de zeer onpopulaire tolwegen ingehaald werden door het uitgebreide spoorwegnet. De naam "Turnpike" is nog op veel plaatsen te vinden en wijst op een voormalige tolpoort aldaar.
In Munster werden speciale wegen gebouwd om de boterhandel te bevorderen, waarvan de voornaamste productie in Cork plaatsvond. De eerste "Boterweg", waarvoor in 1748 opdracht was gegeven, werd aangelegd door John Murphy van Castleisland in County Kerry. In andere delen van Ierland werden speciale militaire wegen aangelegd opdat het Britse leger betere controle uit kon oefenen over de rebelse Ieren. Om de moeilijk bereikbare gebieden onder zijn invloed te brengen werd tussen 1800 en 1809 de Militairy Road in County Wicklow aangelegd. De huidige R115 volgt over zijn gehele lengte de Militairy Road.
Spoorwegen werden een dominante vorm van transport in het midden van de 19e eeuw. Deze situatie bleef bestaan tot halverwege de 20e eeuw, toen vrachtwagens, bussen en auto's geleidelijk de rol van de spoorwegen overnamen.
Wetgeving uit de periode voor de onafhankelijkheid, de "Ministry of Transport Act, 1919", stond aan de wieg van de huidige regelgeving van het verkeersnet in Ierland. De wet gaf de Minister van Binnenlandse Zaken het recht wegen te classificeren als hoofdverkeerswegen ("Trunk Roads"). Het "Trunk Roads Fund" maakte het mogelijk dat lokale besturen initiatieven namen om de belangrijke wegen te verbeteren en te verharden. De meeste inspanningen op dit gebied vonden plaats in de jaren twintig en dertig.
Tegen de jaren vijftig was het classificatiesysteem geheel ingevoerd en waren de hoofdverkeerswegen en verbindingswegen ("Link Roads") voorzien van hun belettering en volgnummers. Het huidige systeem van wegclassificatie werd na lange discussies in 1977 ingevoerd, toen 25 Nationale primaire wegen en 33 Nationale secundaire wegen werden aangewezen.
Regionale wegen werden formeel pas aangewezen in 1994, hoewel de R-nummers al in de jaren tachtig in gebruik genomen werden. De "Roads Act 1993" bepaalde bovendien dat alle openbare wegen die geen nationale of regionale weg waren, automatische lokale wegen waren met L-nummers.

## Wegen in Ierland

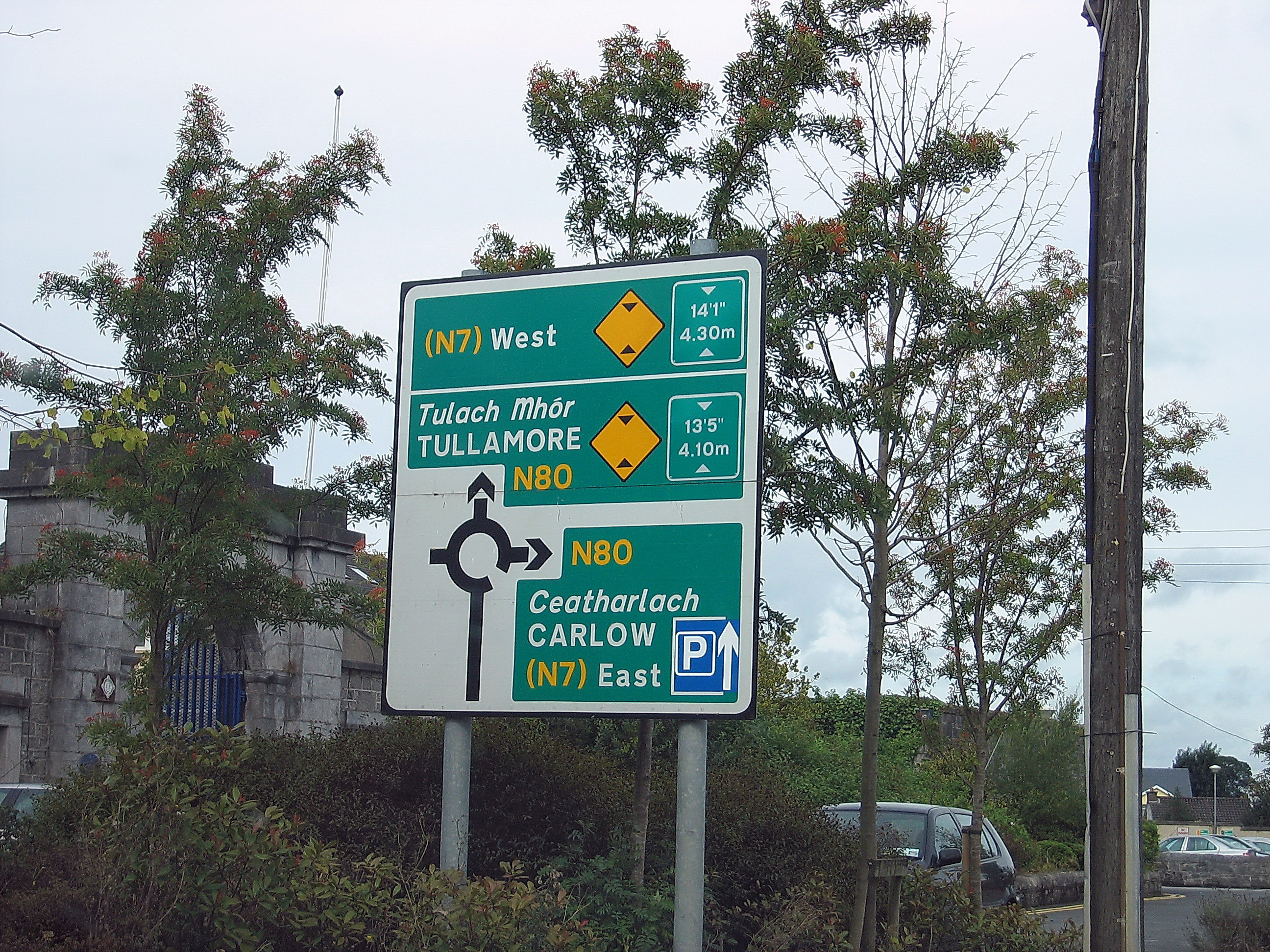
Richtingsbord in County Laois.

Ierland heeft een uitgebreid netwerk van openbare wegen dat alle hoeken en gaten van het land met elkaar verbindt. Per 31 december 2009 was er 5443,73 kilometer aan nationale wegen: 2735,80 kilometer aan nationale primaire wegen (inclusief autosnelwegen) en 2707,93 kilometer aan nationale secundaire wegen. Naast de nationale wegen heeft Ierland ook nog 11.630 kilometer aan regionale wegen en 78.972 kilometer aan lokale wegen.
Het wegennet in Ierland is sterk gericht op Dublin. De belangrijkste autosnelwegen beginnen dan ook daar. In het kader van het "Transport 21"-plan worden de autosnelwegen nu ook gericht op andere steden. Tegen het einde van 2010 moeten de meeste belangrijke steden op het eiland (Cork, Limerick, Galway, Waterford, Belfast, met uitzondering van Derry), verbonden zijn met Dublin door middel van autosnelwegen of vierstrookswegen. Ook een aantal andere grote projecten werden uitgevoerd in Dublin, waarvan het bekendste de Dublin Port Tunnel is.
Buiten Dublin zijn met name de "Jack Lynch Tunnel" (onder de rivier Lee) in Cork en de in aanleg zijnde "Limerick Tunnel" (onder de rivier Shannon) in Limerick vermeldingswaardig.
De belangrijke wegen zijn óf autosnelwegen óf nationale wegen. Er zijn twee klassen nationale wegen:
- nationale primaire wegen, genummerd 1 tot en met 33 en 50 (de nummers 34 tot en met 49 zijn nog niet toegewezen)
- nationale secundaire wegen, met nummers boven de 50. Promotie van wegen is mogelijk, wat gebeurde met de N57 (nu N26), N64 (nu deel van de N18) en de N79 (nu N30).

Autosnelwegen hebben een aanduiding van een M, gevolgd door een nummer. Nationale wegen hebben een aanduiding van N gevolgd door een nummer.

### Autosnelwegen
In Ierland is de hoogste categorie wegen die van de autosnelwegen. Deze worden aangegeven met een letter M (van Motorway) gevolgd door één of twee cijfers. Het netwerk van autosnelwegen is sterk gericht op Dublin. Op dit moment ondergaat het een grootschalig uitbreidingsprogramma. Hierbij worden zowel nieuwe autosnelwegen gebouwd als bestaande stukken vierstrookswegen van nationale primaire routes opgewaardeerd.
Het eerste stuk autosnelweg in Ierland was de bypass bij Naas in de M7, dat geopend werd in 1983. in 2009 waren alle autosnelwegen onderdeel van de nationale primaire wegen. Eind 2004 was er 192 kilometer autosnelweg en 286 kilometer vierstrooksweg. Eind 2005 was dat al opgelopen tot respectievelijk 247 en 297 kilometer. Eind december 2009 was er ruim 662 kilometer aan autosnelweg en 298 kilometer aan vierstrooksweg.
In juni 2007 kondigde de regering aan dat 800 kilometer aan nieuwe autosnelwegen zou worden gecreëerd. Een groot gedeelte van deze werkzaamheden kwam echter neer op het opwaarderen van vierstrookswegen van hoge kwaliteit tot autosnelwegen, en niet zozeer op de bouw van nieuwe autosnelwegen. Dit had met name effect op de interstedelijke routes vanaf Dublin en delen van de Atlantic Corridor langs de westkust. In december 2007 werd aangekondigd dat de verbinding tussen Galway en Tuam niet als vierstrooksweg maar als autosnelweg gebouwd zou gaan worden. Een andere nieuwe autosnelweg, de M20, staat op de rol om de voornaamste verbinding tussen Cork en Limerick te worden.
In 2023 bestond het snelwegnetwerk uit:
- M1 83 kilometer
- M2 13 kilometer
- M3 57 kilometer
- M4 62 kilometer
- M6 144 kilometer
- M7 185 kilometer
- M8 143 kilometer
- M9 116.5 kilometer
- M11 62 kilometer
- M17 25.5 kilometer
- M18 ongeveer 70 kilometer
- M20 ongeveer 90 kilometer
- M50 49 kilometer

### Nationale primaire wegen

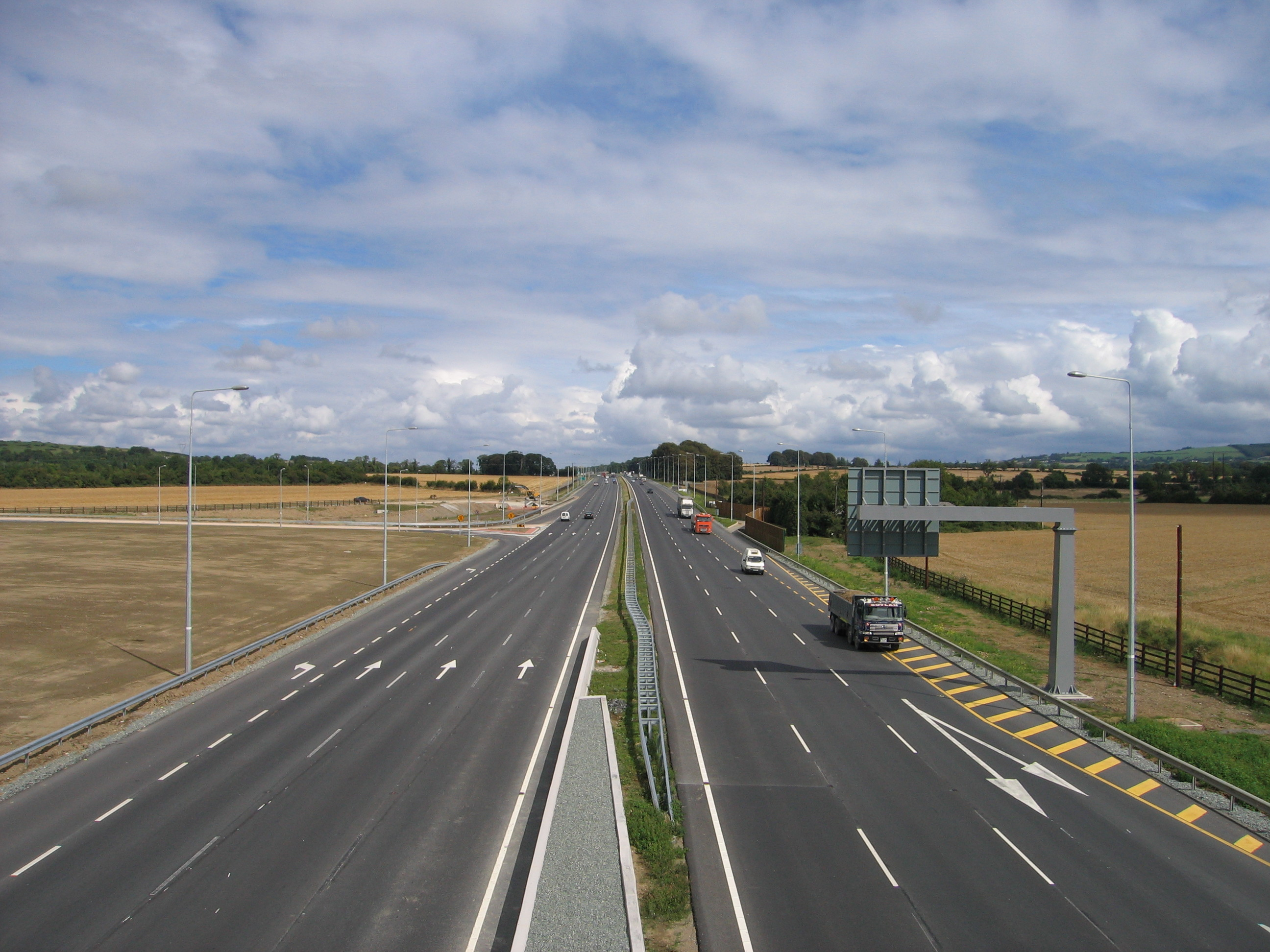
Naas Road (N7), hoge kwaliteits vierstrooksweg

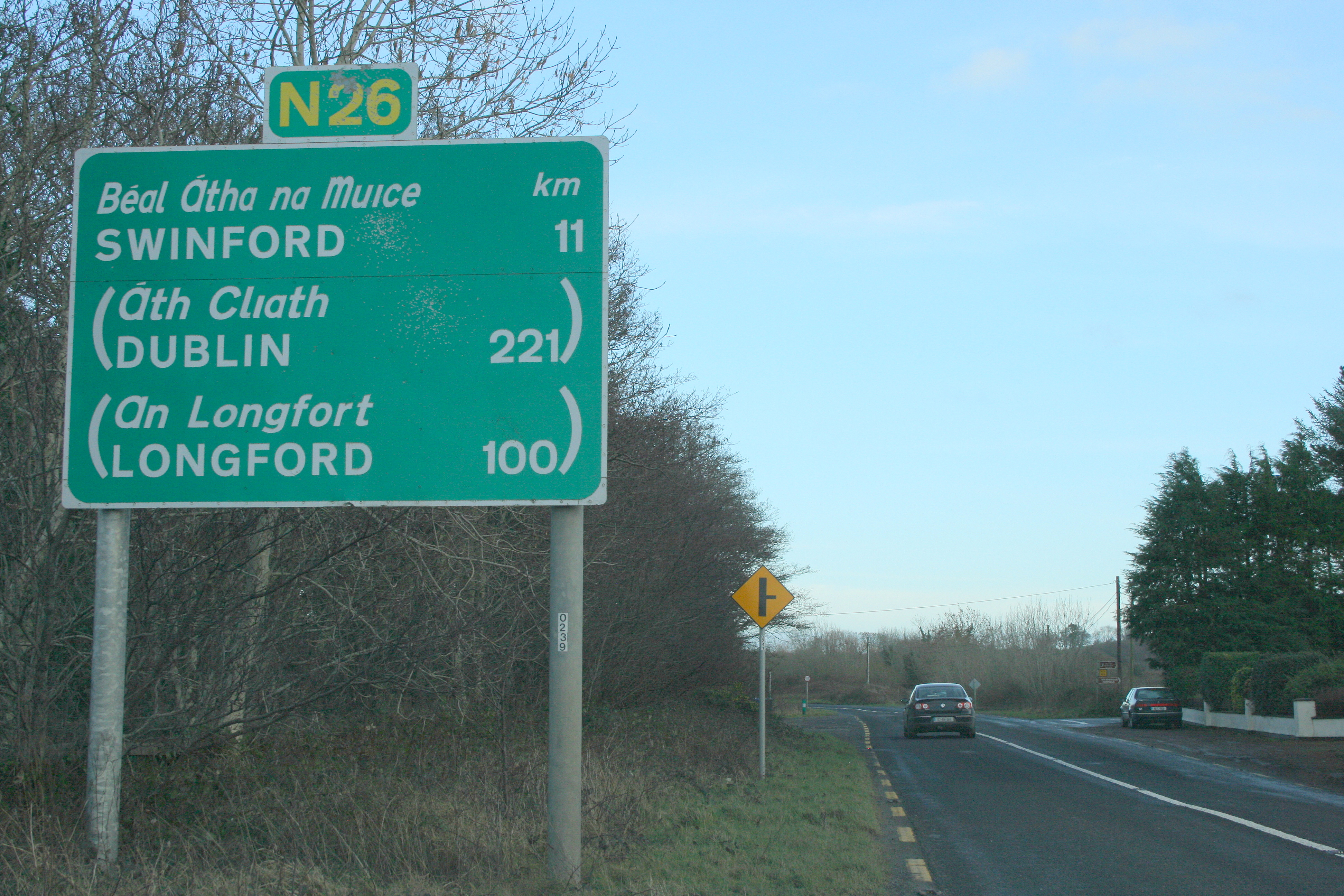
Routebord met bestemmingen die niet aan de route zelf liggen tussen haakjes.

Deze categorie wegen wordt aangeduid met een N gevolgd door één of twee cijfers. De routes zijn globaal te verdelen in twee groepen. De N1 tot en met N11 beginnen allemaal in Dublin (nummerend van noord naar zuid) terwijl de N12 tot en met de N33 elders door Ierland lopen. Nationale secundaire wegen (zie de volgende sectie) zijn op dezelfde manier aangeduid, maar dan met getallen boven de vijftig. Op de routeborden worden de bestemmingen die niet aan de weg zelf liggen aangeduid met de naam tussen haakjes. (Zie afbeelding)
| Naam | Beschrijving |
| ---- | --- |
| N1   | Dublin - grens (noordelijk van Dundalk) - (A1 Newry - Belfast)                                                     |
| N2   | Dublin - Monaghan - (A5 Omagh - Derry)                                                                             |
| N3   | Dublin - Cavan - Ballyshannon                                                                                      |
| N4   | Dublin – Sligo (plaats)                                                                                            |
| N5   | (N4 vanaf Dublin) - Longford - Westport                                                                            |
| N6   | (N4 vanaf Dublin) - Kinnegad - Galway                                                                              |
| N7   | Dublin - Limerick                                                                                                  |
| N8   | (N7 vanaf Dublin) - Portlaoise - Cork                                                                              |
| N9   | (N7 vanaf Dublin) - Kilcullen - Carlow - Waterford                                                                 |
| N10  | (N9 vanaf Dublin) - Paulstown - Kilkenny - Ballyhale - (van N9 naar Waterford)                                     |
| N11  | Dublin - Wexford                                                                                                   |
| N12  | Monaghan - (van A3 naar Belfast)                                                                                   |
| N13  | (N15 vanaf Sligo) - Stranorlar - Letterkenny - (van A2 naar Derry, A6, M22, M2 naar Belfast)                       |
| N14  | Letterkenny - Lifford - (van A5 naar Strabane)                                                                     |
| N15  | Sligo - Donegal - Lifford - (B72, van A5 naar Derry)                                                               |
| N16  | Sligo - (van A4 naar Enniskillen, A4, van M1 naar Belfast)                                                         |
| N17  | Galway - Claremorris - Collooney - (van N4 naar Sligo)                                                             |
| N18  | (N4, N17) - Claregalway - (N6 vanaf Galway) Oranmore - Ennis - Limerick                                            |
| N19  | (N18 vanaf Limerick en Ennis) - Shannon - Shannon Airport                                                          |
| N20  | Limerick - Cork |
| N21  | Limerick - Castleisland - Tralee                                                                                   |
| N22  | Cork - Killarney - Farranfore - Tralee                                                                             |
| N23  | (N21 vanaf Limerick) - Castleisland - Farranfore - (van N22 naar Killarney)                                        |
| N24  | Limerick - Waterford                                                                                               |
| N25  | Cork - Waterford - Rosslare Europort                                                                               |
| N26  | (N4, N5 vanaf Dublin) - Swinford - Ballina                                                                         |
| N27  | Cork centrum - Cork Airport                                                                                        |
| N28  | Cork - Ringaskiddy                                                                                                 |
| N29  | (Takt af van de N25) Oostelijk van Waterford - Belview Port                                                        |
| N30  | (N25 vanaf Cork, Waterford nabij New Ross) - Enniscorthy - (van N11 naar Dublin)                                   |
| N31  | (Takt af van de N11) Dublin - Dún Laoghaire)                                                                       |
| N32  | (Voortzetting van de M50 naar de Malahide Road)                                                                    |
| N33  | (Takt af van de M1) - Ardee)                                                                                       |
| N50  | Ringweg van Dublin. Bestaat alleen als autosnelweg (M50) maar volgens de wet opgezet als nationale primaire route. |

### Nationale secundaire wegen
Nationale secundaire wegen worden evenals de nationale primaire wegen aangeduid met een letter N gevolgd door een getal. De nu bestaande routes nummeren van de N51 tot de N87.
Eind 2009 was er bijna 2708 kilometer aan nationale secundaire wegen, iets minder dan 50% van alle nationale wegen. De kwaliteit van nationale secundaire wegen is doorgaans minder dan die van primaire wegen, maar de feitelijke kwaliteit kan sterk verschillen. Zij worden doorgaans intensiever gebruikt dan regionale wegen. Bijna het gehele netwerk aan secundaire wegen bestaat uit tweestrookswegen. Langzaamaan komen er meer delen met vierstrookswegen. Anno 2010 kunnen deze delen gevonden worden in de N85 bij Ennis, N81 bij de Tallaght Bypass, N52 bij Dundalk, N62 bij Athlone en de N71 tussen Cork en Bandon.
De standaardkwaliteit van secundaire wegen is doorgaans gelijk aan of hoger dan die van regionale wegen. Veel van de wegen zijn de laatste jaren voorzien van een betere kwaliteit asfalt, belijning en bewegwijzering. Met name de breedte van de wegen laat nog veel te wensen over, met vele smalle en bochtige weggedeelten. Over het algemeen lopen de secundaire wegen door de plaatsen die op hun route liggen en gaan er niet omheen. De laatste tien jaar zijn echter tal van bypasses aangelegd om reden van verkeersveiligheid en milieu.

### Regionale wegen

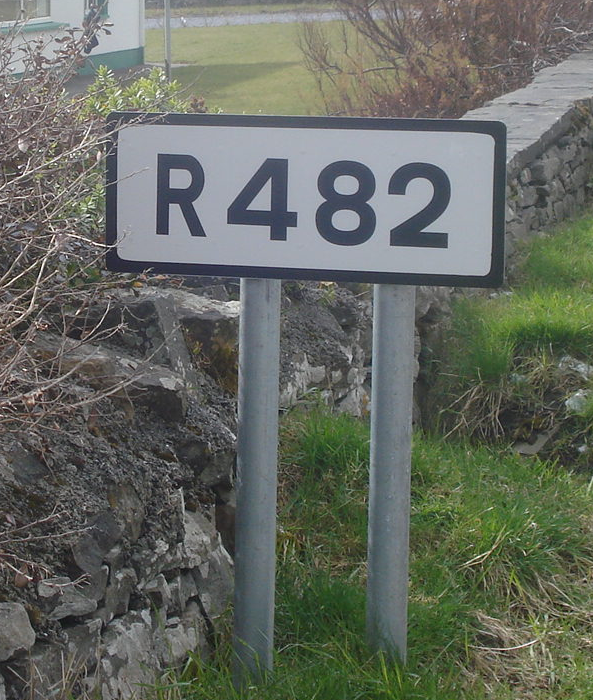
Nummerbord van een regionale weg in County Clare

Er bestaat in Ierland meer dan 11.600 kilometer aan regionale wegen Zij worden genummerd met een driecijferig route nummer voorafgegaan door een "R". (Zie foto). De routenummers beginnen (R1xx-serie) in het noordoosten en gaan tegen de klok in om in het zuidoosten te eindigen in de R7xx-serie. Nieuwe regionale wegen worden genummerd in de series R8xx en R9xx. Een klein deel van het netwerk bestaat uit vierstrookswegen (onder meer de R136 bij Dublin en R710 bij Waterford), doch het leeuwendeel bestaat uit tweestrookswegen. Veel zijn zelfs smalle bochtige plattelandswegen.
De snelheidslimiet op regionale wegen is 80 kilometer per uur, met uitzondering van de bebouwde kom, waar een limiet van 50 kilometer per uur geldt.
Terwijl de financiering voor de nationale wegen centraal geregeld wordt door de National Roads Authority (NRA), wordt de financiering van regionale en lokale wegen geregeld door de verschillende County Councils. Deze financiering is aanzienlijk magerder dan voor de nationale wegen, hoewel daar in de periode 2000-2010 wat verbetering in gekomen is.

### Lokale wegen

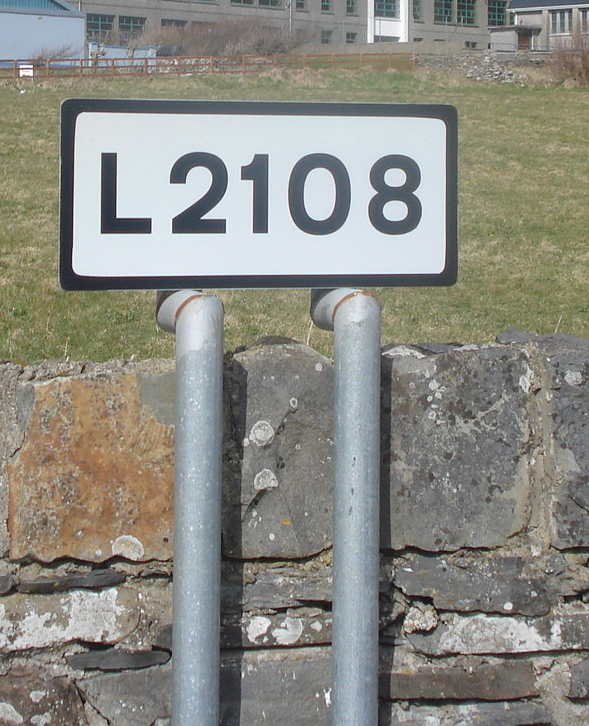
Nummerbord lokale weg in County Clare.

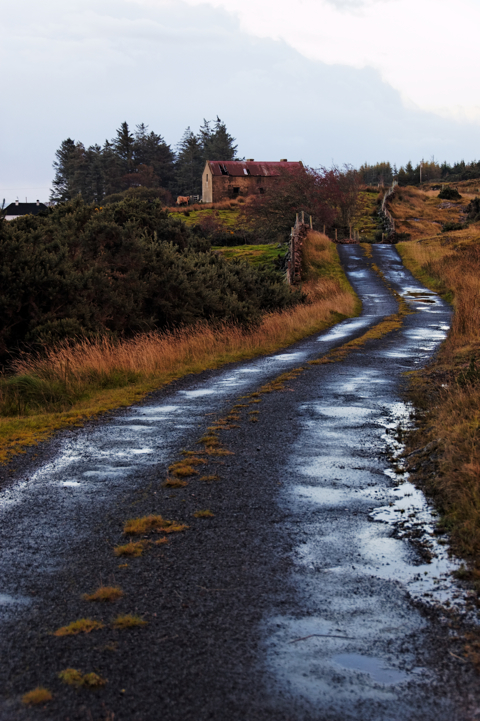
Lokale weg (boreen) in County Mayo.

Alle openbare wegen die geen autosnelweg, nationale route of regionale weg zijn, zijn lokale wegen: "a public road, other than a national road or a regional road, shall be a local road".
Lokale wegen variëren sterk in kwaliteit. Zowel ruime stedelijke straten als eenbaans plattelandswegen (boreens, zie foto links) kunnen lokale wegen zijn. Er zijn drie typen lokale wegen: Lokaal Primair (lokale wegen breder dan 4 meter), Lokaal Secundair (lokale wegen smaller dan 4 meter) en Lokaal Tertiair (onder meer doodlopende wegen en landwegen). De snelheidslimiet op lokale wegen is 80 kilometer per uur, met uitzondering van de bebouwde kom, waar een limiet van 50 kilometer per uur geldt.
Lokale wegen worden over het algemeen niet benoemd met hun wegnummer maar zijn wel als zodanig geregistreerd. De wegnummers bestaan uit een vier- of vijfcijferig getal voorafgegaan door een "L" (zie foto rechts). Voorheen was het zeldzaam deze nummers op richtingsborden aan te treffen (ze staan ook niet aangegeven op de Ordnance Surveykaarten) maar in 2006 is het Department of the Environment, Heritage and Local Government begonnen met een nieuw programma voor bewegwijzering van niet-nationale wegen. Vandaar dat deze wegnummers in toenemende mate in het landschap verschijnen.

### Oude systeem

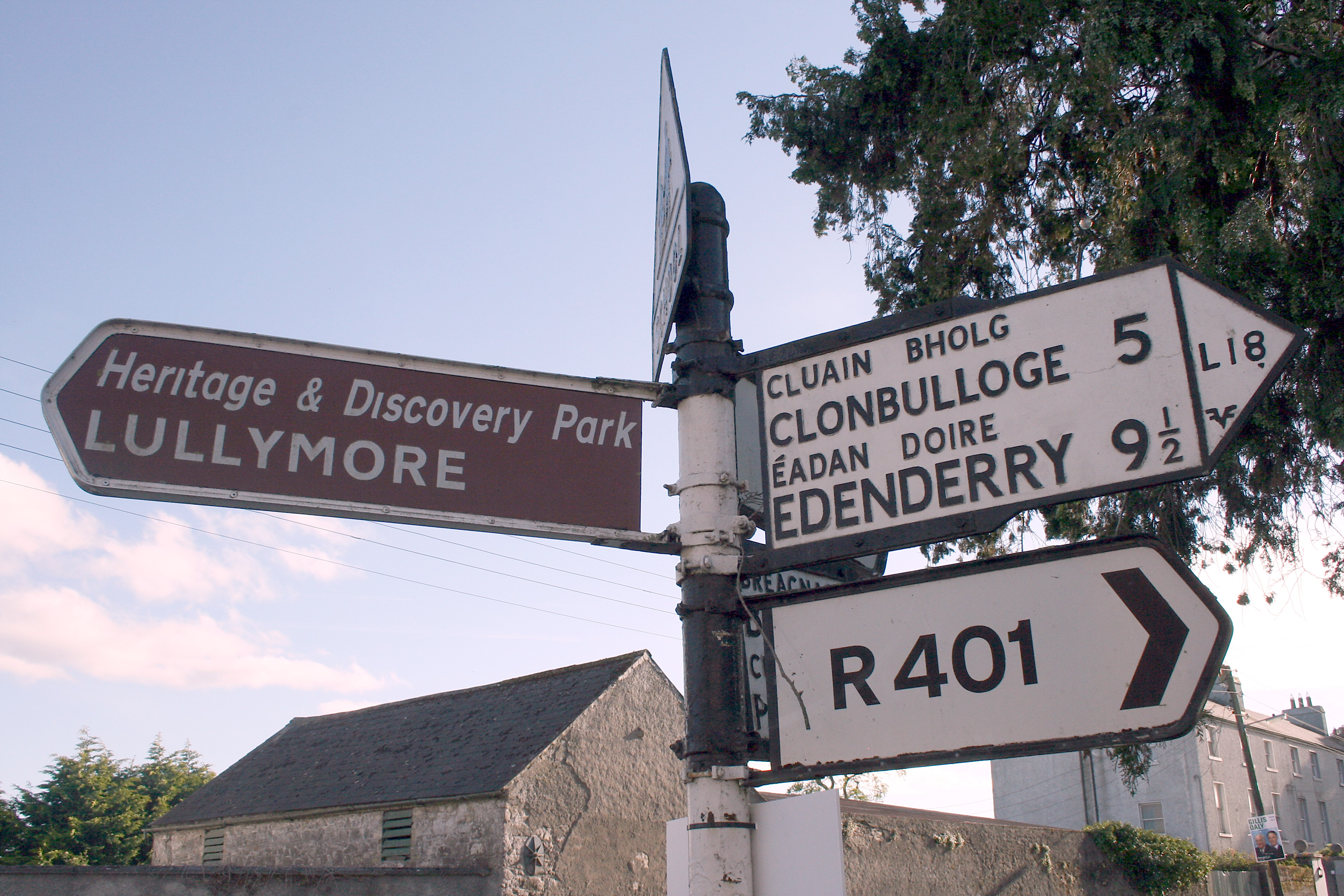
Klassiek "vingerbord" met zowel de oude routeclassificatie (L18) als de nieuwe (R401)

Voor de invoering van het huidige systeem van routeclassificatie had Ierland een wezenlijk ander systeem. De hoofdverkeerswegen (Trunk Roads) werden gemarkeerd met een T terwijl minder belangrijke verbindingswegen (Link Roads) werden gemarkeerd met een L. Alle andere wegen kregen geen letter toegewezen.
De eerste negen hoofdverkeerswegen (T1, T2, T3, T4, T4a, T5, T6, T7, T8) beginnen allemaal in Dublin (met uitzondering van de T8 die in Enniscorthy aftakt van de T7). De wegen lopen straalsgewijs van noord naar zuid.
In tegenstelling tot het huidige systeem waarbij elke weg een uniek nummer heeft (ongeacht of het nu een autosnelweg, nationale route, regionale of lokale weg betreft) werden zowel de hoofdverkeerswegen als de verbindingswegen vanaf 1 genummerd. Zowel de T1 als de L1 kwamen dus voor. De huidige L-wegen (lokale wegen) hebben trouwens geen enkele relatie met de vroegere L-wegen (Link Roads). Zoals de afbeelding al aangeeft, zijn de oude routeaanduidingen nog niet volledig uit het straatbeeld verdwenen.
De hoofdverkeerswegen (Trunk Roads) hadden in grote lijnen dezelfde functie als de huidige nationale routes. De functie van verbindingswegen (Link Roads) komt in grote lijnen overeen met die van regionale routes. De meeste nationale routes zijn voorheen dan ook hoofdverbindingswegen geweest en door de bank genomen volgen ze ook dezelfde routes. Er zijn echter nationale routes waarin voormalige verbindingswegen en ongeclassificeerde wegen zijn opgenomen. Andere zijn daarentegen gedegradeerd tot regionale routes. Ook zijn er volledig nieuwe wegen gebouwd, die dus geen "T"- of "L"-wegen als voorganger hadden.

## Wegen in Noord-Ierland
Het wegennet in Noord-Ierland is goed vergelijkbaar met en goed aangesloten op het wegennet van Ierland. Voornaamste verschil is dat de wegen hier geclassificeerd worden als M-wegen (autosnelwegen), A-wegen (nationale routes), B-wegen (regionale wegen) en C-wegen (lokale wegen).
De aanduidingen zijn gelijk aan de wegclassificatie zoals die gebruikelijk is in het Verenigd Koninkrijk. In het Verenigd Koninkrijk wordt echter een zone-systeem toegepast voor de route-nummering, terwijl voor Noord-Ierland geen systeem valt te achterhalen. De wegnummering wijkt daarom af van die in Wales, Schotland en Engeland.

### Autosnelwegen
De belangrijkste wegen in Noord-Ierland zijn de autosnelwegen. Zij worden aangeduid met de letter M (van Motorway). Het netwerk van autosnelwegen is met name gericht op Belfast. Juridische grondslag voor de autosnelwegen lag verankerd in de Special Roads Act (Northern Ireland) 1963, naar het voorbeeld van de Special Roads Act 1949 in Groot-Brittannië. De eerste autosnelweg die geopend werd was de M1. Deze werd aangelegd onder tijdelijke wetgeving, aangezien de Special Roads Act nog niet was aangenomen. De aanleg van autosnelwegen ging door tot de jaren 70 waarna de Oliecrisis en de The Troubles verdere aanleg verhinderden. Het laatste project dat tot stand kwam was de M3.
| Wegnummer | Route                                             | Opmerkingen |
| --------- | ------------------------------------------------- | --- |
| M1        | Belfast naar Dungannon                            | Via Lisburn en Craigavon, in de richting van Sligo, Enniskillen en Omagh. De autosnelweg is de belangrijkste route tussen Dublin-Belfast tot aan Sprucefield. |
| M2        | Belfast naar Antrim alsmede de Ballymena Bypass   | Aangelegd in twee delen in verschillende perioden. Eén deel verbindt Belfast met Antrim, het andere deel is de bypass bij Ballymena. Het deel daartussen is wel gepland, maar nooit aangelegd. Het is de belangrijkste route vanuit Belfast naar Derry, Coleraine en Larne. |
| M3        | Lagan Bridge                                      | Verbindt de M2 in Noord-Belfast met de A2 Sydenham Bypass in het oosten van de stad. |
| M5        | Verbindt de M2 in Noord-Belfast met Newtownabbey. | Het vormt een deel van de route Belfast-Carrickfergus. |
| M12       | M1 naar Portadown                                 | Een zijtak van de M1 nabij Derrymacash naar het noordelijk deel van Portadown. |
| M22       | Antrim naar Randalstown                           | Verbindt de M2 bij Antrim met Randalstown. Vormt een deel van de route tussen Belfast en Derry. |
| A8(M)     | M2 naar Ballyhenry.                               | Een zijtak van de M2 bij Sandyknowes nabij Glengormley naar Corr's Corner Roadabout van de A8 noordwest van Newtownabbey. Vormt een deel van de route Belfast-Larne. |

### "A"-wegen
Qua belang zijn de A-wegen de tweede klasse van wegen in Noord-Ierland. Deze wegen worden aangegeven met een A en een een-, twee- of driecijgerig volgnummer.
| Wegnummer | Van                           | Naar                           | Opmerkingen |
| --------- | ----------------------------- | ------------------------------ | --- |
| A1        | Belfast                       | Dublin                         | Via Lisburn en Newry. Wordt de N1 aan de grens, waar hij nabij Dundalk overgaat in de M1                                      |
| A2        | Derry                         | Newry                          | Noord-Ierse kustweg. Omvat delen van de routes als Belfast-Bangor, Belfast-Carrickfergus, Newry-Warrenpoint en Derry-Limavady |
| A3        | Lisburn                       | Cavan                          | Wordt de N12 van Middletown tot Monaghan, daarna de N54 tot aan Cavan via Zuid-Fermanagh.                                     |
| A4        | Portadown                     | Sligo                          | Via Enniskillen. Wordt de N16 aan de grens bij Belcoo.                                                                        |
| A5        | Derry                         | Dublin                         | Via Omagh en Strabane. Wordt de N2 aan de grens nabij Aughnacloy.                                                             |
| A6        | Derry                         | Belfast                        | |
| A7        | Belfast                       | Downpatrick                    | Takt af van de A24 bij Carryduff.                                                                                             |
| A8        | Belfast                       | Larne                          | Takt af van de A2 bij Glengormley.                                                                                            |
| A11       |                               |                                | Belfast Inner Ring Road |
| A12       | Belfast Broadway              | Belfast York Street            | Westelijke verbindingsweg van Belfast                                                                                         |
| A20       | Belfast                       | Portaferry                     | Via Newtownards |
| A21       | Bangor                        | Ballynahinch                   | Via Newtownards en Comber. |
| A22       | Dundonald                     | Downpatrick                    | Via Comber |
| A23       | Belfast                       | Ballygowan                     | |
| A24       | Belfast                       | Clogh                          | Vormt het grootste deel van de route van Belfast naar Castlewellan, Newcastle en Kilkeel.                                     |
| A25       | Downpatrick                   | Castleblayney                  | Wordt de R182 aan de grens.                                                                                                   |
| A26       | Banbridge                     | Coleraine                      | Via Lurgan, Antrim en Ballymena.                                                                                              |
| A27       | Newry                         | Portadown                      | |
| A28       | Newry                         | Augher                         | Via Armagh |
| A29       | Portrush                      | Dundalk                        | Via Maghera, Cookstown, Dungannon en Armagh. Wordt de R177 aan de grens.                                                      |
| A30       | Lisburn                       | Glenavy                        | |
| A31       | Moneymore                     | Castledawson                   | maakt deel uit van de route van Cookstown naar Belfast.                                                                       |
| A32       | Omagh                         | Swanlinbar                     | Wordt de N87 aan de grens. |
| A34       | Maguiresbridge                | Clones                         | |
| A35       | Irvinestown                   | Donegal                        | Wordt de R234 aan de grens in Pettigo.                                                                                        |
| A36       | Ballymena                     | Larne                          | |
| A37N      | Coleraine                     | Limavady                       | Deel van de route van Coleraine naar Derry.                                                                                   |
| A37S      | Dundalk                       | Castleblayney                  | Slechts een klein deel van deze weg ligt in Noord-Ierland. Het Ierse deel is de N53.                                          |
| A40       | Derry stadscentrum            | St Johnston                    | Volgt de Foyle in zuidwestelijke richting naar de grens waar de weg overgaat in de R236 richting Raphoe                       |
| A42       | Maghera                       | Carnlough                      | Via Ballymena |
| A43       | Ballymena                     | Glenarriff                     | |
| A44       | Ballycastle                   | A26 noordelijk van Cloughmills | |
| A45       | Granville                     | Tamnamore                      | Via Dungannon en Coalisland                                                                                                   |
| A46       | Enniskillen                   | Ballyshannon                   | Wordt de N3 aan de grens in Belleek                                                                                           |
| A47       | Kesh                          | Belleek                        | |
| A48       | Newtownards                   | Donaghadee                     | |
| A49       | Lisburn                       | Ballynahinch                   | |
| A50       | Portadown                     | Newcastle                      | |
| A51       | Gilford                       | Armagh                         | |
| A52       | Belfast                       | Crumlin                        | |
| A54       | Castledawson                  | Coleraine                      | |
| A55       |                               |                                | Belfast Outer Ring Road |
| A57       | Belfast International Airport | Ballynure                      | Maakt deel uit van de route die het vliegveld verbindt met Belfast en Larne.                                                  |
| A76       | M1                            | Lurgan                         | |
| A101      | M1                            | Sprucefield, nabij Lisburn     | |
| A211      |                               |                                | Bridge Street en Newtownards Road in Comber, geherclassificeerd in 2004 toen de A21 Comber Bypass werd geopend                |
| A371      |                               |                                | Verschillende wegen in het centrum van Limavady, geherclassificeerd in 2004 toende A37 Limavady Bypass werd geopend           |
| A501      | Belfast                       | A30 iets oostelijk van Glenavy | |
| A505      | Omagh                         | Cookstown                      | |
| A509      | Enniskillen                   | Dublin                         | Wordt de N3 aan de grens nabij Derrylin.                                                                                      |
| A512      |                               |                                | "Old Golf Course link road" in West-Belfast en Noord-Lisburn                                                                  |
| A514      |                               |                                | Derry Ring Road (Crescent Link)                                                                                               |
| A515      |                               |                                | Derry Ring Road (Foyle Bridge en Skeoge Link Road)                                                                            |

### "B" wegen
Dez minder belangrijke wegen worden gemarkeerd met een B en een een-, twee- of driecijferig volgnummer.

### "C" wegen
Kleine wegen kunnen gemarkeerd worden met een C en een een-, twee- of driecijferig volgnummer. Het is echter maar zelden dat deze aanduiding te vinden is op wegwijzers en wegenkaarten.

## Europese wegen
De volgende Europese wegen lopen over het eiland Ierland:
| Nummer | Traject |
| ------ | --- |
|        | Larne - Belfast - Dublin - Rosslare - (ontbrekende schakel) - A Coruña - Pontevedra - Valença do Minho - Vila Real de Santo António - Huelva - Sevilla |
|        | Derry - Belfast - ⛴ - Glasgow - Edinburgh - ⛴ - Bergen - Arna - Voss - ⛴ - Lærdal - Tyin - Fagernes - Hønefoss - Sandvika - Oslo |
|        | Craigavon - Belfast - Larne - ⛴ - Stranraer - Gretna - Carlisle - Newcastle - ⛴ - Kristiansand - Arendal - Porsgrunn - Larvik - Sandefjord - Horten - Drammen - Oslo - Askim - Karlstad - Örebro - Västerås - Stockholm/Kapellskär - ⛴ - Mariehamn - ⛴ - Turku/Naantali - Helsinki - Kotka - Vaalimaa - Vyborg - Sint-Petersburg |
|        | Shannon - Limerick - Dublin - ⛴ - Liverpool - Manchester - Leeds - Kingston upon Hull ... Esbjerg - Kopenhagen - Malmö - Helsingborg - Halmstad - Göteborg - Örebro - Stockholm - ⛴ - Tallinn - Narva - Sint-Petersburg |
|        | Cork - Waterford - Wexford - Rosslare - ⛴ - Fishguard - Swansea - Cardiff - Newport - Bristol - Londen - Colchester - Ipswich - Felixstowe - ⛴ - Hoek van Holland - Den Haag - Gouda - Utrecht - Amersfoort - Oldenzaal - Osnabrück - Bad Oeynhausen - Hannover - Braunschweig - Maagdenburg - Berlijn - Świebodzin - Poznań - Warschau - Brest - Minsk - Smolensk - Moskou - Rjazan - Penza - Samara - Oefa - Tsjeljabinsk - Koergan - Isjim - Omsk |
|        | Cork - Portlaoise |